# Coupe d'Albanie féminine de volley-ball
La Coupe d'Albanie de volley-ball féminin est une compétition de volley-ball organisée par la Fédération albanaise de volley-ball (Federata Shqiptare e Volejbollit, FSHV), elle a été créée en 1954.

## Palmarès
| Année   | Vainqueur                | Score                                     | Finaliste                |
| ------- | ------------------------ | ----------------------------------------- | ------------------------ |
| 1954    | Partizani Tirana         |                                           |                          |
| 1955    | compétition non disputée | compétition non disputée                  | compétition non disputée |
| 1956    | Skënderbeu Korçë         |                                           |                          |
| 1957    | Puna Tiranë/17 Nëntori   |                                           |                          |
| 1958-59 | compétition non disputée | compétition non disputée                  | compétition non disputée |
| 1960    | 17 Nëntori Tirana        |                                           |                          |
| 1961    | 17 Nëntori Tirana        |                                           |                          |
| 1962    | Vllaznia Shkodër         |                                           |                          |
| 1963    | Vllaznia Shkodër         |                                           |                          |
| 1964    | Vllaznia Shkodër         |                                           |                          |
| 1965    | 17 Nëntori Tirana        |                                           |                          |
| 1966    | 17 Nëntori Tirana        |                                           |                          |
| 1967    | 17 Nëntori Tirana        |                                           |                          |
| 1968    | 17 Nëntori Tirana        |                                           |                          |
| 1969    | Studenti Tiranë          |                                           |                          |
| 1970    | Studenti Tiranë          |                                           |                          |
| 1971    | Skënderbeu Korçë         |                                           |                          |
| 1972    | Skënderbeu Korçë         |                                           |                          |
| 1973    | Skënderbeu Korçë         |                                           |                          |
| 1974    | Dinamo Tirana            |                                           |                          |
| 1975    | Skënderbeu Korçë         |                                           |                          |
| 1976    | Skënderbeu Korçë         |                                           |                          |
| 1977    | Dinamo Tirana            |                                           |                          |
| 1978    | Skënderbeu Korçë         |                                           |                          |
| 1979    | Flamurtari Vlorë         |                                           |                          |
| 1980    | Dinamo Tirana            |                                           |                          |
| 1981    | Dinamo Tirana            |                                           |                          |
| 1982    | Dinamo Tirana            |                                           |                          |
| 1983    | Dinamo Tirana            |                                           |                          |
| 1984    | Dinamo Tirana            |                                           |                          |
| 1985    | Dinamo Tirana            |                                           |                          |
| 1986    | Dinamo Tirana            |                                           |                          |
| 1987    | Dinamo Tirana            |                                           |                          |
| 1988    | Dinamo Tirana            |                                           |                          |
| 1989    | Dinamo Tirana            |                                           |                          |
| 1990    | Dinamo Tirana            |                                           |                          |
| 1991    | Dinamo Tirana            |                                           |                          |
| 1992    | Teuta Durrës             |                                           |                          |
| 1993    | KS Elbasani              |                                           |                          |
| 1994    | Dinamo Tirana            |                                           |                          |
| 1995    | Dinamo Tirana            |                                           |                          |
| 1996    | Olimpik Tirana           |                                           |                          |
| 1997    | SK Lushnja               |                                           |                          |
| 1998    | SK Lushnja               |                                           |                          |
| 1999    | Teuta Durrës             |                                           |                          |
| 2000    | Teuta Durrës             |                                           |                          |
| 2001    | Dinamo Tirana            |                                           |                          |
| 2002    | Dinamo Tirana            |                                           |                          |
| 2003    | Dinamo Tirana            |                                           |                          |
| 2004    | Studenti Tiranë          |                                           |                          |
| 2005    | Studenti Tiranë          |                                           |                          |
| 2006    | Dinamo Tirana            |                                           |                          |
| 2007    | Teuta Durrës             |                                           |                          |
| 2008    | Tirana Tirana            |                                           |                          |
| 2009    | UMB Volej                |                                           |                          |
| 2010    | UMB Volej                | 3 - 2 (?)                                 | Minatori Rrëshen         |
| 2011    | Minatori Rrëshen         | 3 - 0 (25-18, 25-22, 25-10)               | UMB Volej                |
| 2012    | Tirana Tirana            | 3 - 2 (25-16, 25-27, 22-25, 25-23, 16-14) | UMB Volej                |
| 2013    | Tirana Tirana            | 3 - 2 (25-19, 16-25, 19-25, 25-17, 15-10) | Teuta Durrës             |
| 2014    | UMB Volej                | 3 - 0 (25-20, 25-20, 30-28)               | Tirana Tirana            |
| 2015    | UMB Volej                | 3 - 0 (25-19, 25-22, 25-21)               | Tirana Tirana            |
| 2016    | UMB Volej                | 3 - 1 (21-25, 25-18, 26-24, 25-16)        | Tirana Tirana            |
| 2017    | UMB Volej                | 3 - 0 (25-20, 25-20, 25-11)               | Tirana Tirana            |
| 2018    | Partizani Tirana         | 3 - 1 (24-26, 25-20, 25-19, 25-17)        | UMB Volej                |
| 2019    | Partizani Tirana         | 3 - 1 (25-27, 25-23, 25-21, 25-16)        | Mirdita                  |
| 2020    | UMB Volej                | 3 - 0 (25-14, 25-18, 25-20)               | Tirana Tirana            |

## Bilan par club
| Club             | Titres | Ville   | Année |
| ---------------- | ------ | ------- | --- |
| KS Dinamo        | 21     | Tirana  | 1974, 1977, 1980, 1981, 1982, 1983, 1984, 1985, 1986, 1987, 1988 1989, 1990, 1991, 1994, 1995, 1996, 2001, 2002, 2003, 2006 |
| KV Tirana        | 10     | Tirana  | 1957, 1960, 1961, 1965, 1966, 1967, 1968, 2008, 2012, 2013                                                                  |
| Skënderbeu Korçë | 7      | Korçë   | 1956, 1971, 1972, 1973, 1975, 1976, 1978                                                                                    |
| UMB Volej        | 7      | Tirana  | 2009, 2010, 2014, 2015, 2016, 2017, 2020                                                                                    |
| Studenti Tiranë  | 4      | Tirana  | 1968, 1970, 2004, 2005 |
| Teuta Durrës     | 4      | Durrës  | 1992, 1999, 2000, 2007 |
| Vllaznia Shkodër | 3      | Shkodër | 1962, 1963, 1964 |
| Partizani Tirana | 3      | Tirana  | 1954, 2018, 2019 |
| SK Lushnja       | 2      | Lushnjë | 1997, 1998 |
| Flamurtari Vlorë | 1      | Vlora   | 1979 |
| KS Elbasani      | 1      | Elbasan | 1993 |
| Minatori Rrëshen | 1      | Rrëshen | 2011 |